# قره‌آقاج محمد نفس
قره اقاج محمد نفس روستایی در دهستان حصارچه بخش جرگلان شهرستان راز و جرگلان استان خراسان شمالی ایران است.

## جمعیت
بر پایه سرشماری عمومی نفوس و مسکن در سال ۱۳۹۵ جمعیت این مکان ۵۴۷ نفر (۱۲۶خانوار) بوده‌است.